# Jorge Sanz
Jorge Sanz, właściwie Jorge Sanz Miranda (ur. 26 sierpnia 1969 w Madrycie) – hiszpański aktor filmowy. Od lat 80. XX w. jeden z czołowych aktorów kina hiszpańskiego, wyróżniony Nagrodą Goya za najlepszą rolę męską.
Publiczności zagranicznej najbardziej znany z thrillera erotycznego Kochankowie (1991) Vicente Arandy oraz z nagrodzonego Oscarem Belle époque (1992) Fernando Trueby.

## Wybrana filmografia
- Rok przebudzenia (1986) – jako Manolo
- Kochankowie (1991) –  jako Paco
- Belle époque (1992) – jako Fernando
- Anarchistki (1996) – jako Obrero Hijo